# Преображенский сельсовет (Назаровский район)
Преображе́нский сельсовет — муниципальное образование (сельское поселение) в Назаровском районе Красноярского края. Административный центр — посёлок Преображенский.

## География
Преображенский сельсовет находится южнее районного центра. Удалённость административного центра сельсовета — посёлка Преображенский от районного центра — города Назарово составляет 14 км.

## История
Преображенский сельсовет наделён статусом сельского поселения в 2005 году.

## Население
| 2010 | 2012  | 2013  | 2014  | 2015  | 2016  | 2017  |
| ---- | ----- | ----- | ----- | ----- | ----- | ----- |
| 2443 | ↘2413 | ↘2399 | ↘2352 | ↗2366 | ↗2390 | ↘2389 |

Гендерный состав
По данным Всероссийской переписи населения 2010 года 1157 мужчин и 1286 женщин из 2443 чел.

## Состав сельского поселения
В состав сельского поселения входят 3 населённых пункта:
| № | Населённый пункт | Тип населённого пункта          | Население |
| - | ---------------- | ------------------------------- | --------- |
| 1 | Ильинка          | село                            | 473       |
| 2 | Преображенский   | посёлок, административный центр | 1708      |
| 3 | Чердынь          | деревня                         | 262       |